# Sotírios Krokidás
Sotírios Krokidás (grec moderne : Σωτήριος Κροκιδάς), né en 1852 à Sicyone et mort le 29 juillet 1924 à Perigiali, est un homme politique grec, Premier ministre de septembre à novembre 1922.

## Biographie
La Grèce est plongée dans une grave crise politique à la suite de la défaite de son armée lors de la campagne d'Asie mineure qui a entraîné la chute du gouvernement de Pétros Protopapadákis. En septembre 1922, alors que Nikólaos Triantaphyllákos est Premier ministre, l'armée se révolte à Thessalonique puis à Mytilène. Un comité révolutionnaire dirigé par Stylianós Gonatás exige l'abdication du roi Constantin qui est effective le 27 septembre. Le gouvernement de Triantaphyllákos démissionne deux jours plus tard. 
Le comité révolutionnaire désigne comme Premier ministre Aléxandros Zaïmis, mais celui-ci se trouve à l'étranger. Krokidás est alors nommé Premier ministre intérimaire. Avant même que Krokidás atteigne Athènes pour prêter serment, le ministre des armées, Charalambis le devance, mais il n'occupe la fonction qu'une seule journée le 29 septembre. Le lendemain, Krokidás devient officiellement chef du gouvernement.
Il est en poste lors du procès des six qui juge quatre anciens Premiers ministres et le général en chef des troupes grecques lors de la guerre gréco-turque. Krokidás démissionne le 27 novembre et est remplacé par le chef du comité révolutionnaire, Stylianós Gonatás.
Il est membre de la Franc-maçonnerie. 